# Keresztényhavas
A Keresztényhavas (románul: Postăvaru, németül Schuler) egy hegytömb a Keleti-Kárpátokban, Brassótól délnyugatra, a Brassói-medence és a Bucsecs-hegység között. A Nagykőhavassal együtt alkotja a Barcasági-hegyeket. Több mint 1200 méterrel magasodik a Brassói-medence fölé, ezért sokkal magasabbnak tűnik. A hegy északi lábánál található Brassó és ipari vidéke. Keleten a Tömös-völgye választja el a Nagykőhavastól, amelyhez méretben és felépítésben is nagyon hasonlít. Északi oldalán helyezkedik el Brassópojána, nyugati határa pedig a Rozsnyói-medence.

## Elnevezése
A magyar elnevezés Keresztényfalvához, míg a román név egy Stoica Postăvarul nevű juhosgazdához köthető. A német Schuler, Schulerberg (Deákhavas) elnevezés onnan ered, hogy egykoron a hegy és Brassópojána az 1541-ben alapított brassói német tannyelvű líceum tulajdonjoga volt. Valószínűleg az erdélyi fejedelmek adományozták a hegyet és környékét a helyi szászoknak; cserében a szászok engedélyezték, hogy a románok egy ortodox templomot építsenek Brassóban.

## Domborzat
A Keresztényhavas teljes területe kb. 173 km². A központi csúcshoz északkeletről és délnyugatról lealacsonyodó gerincek kapcsolódnak.
Az északkeleti főgerinc a csúcs melletti nyeregből indul ki és egészen Derestyéig húzódik, hegyei a Ruja (Ruia, 1658 m), Nagykrukk (Crucuru Mare, 1435 m), Várna (Varna, 1428 m), Rakodó (Răcădău, 1269 m), Kiskrukk (Crucuru Mic, 1024 m). A Nagykrukk közeléből válik le az a kisebb gerinc, amely benyúlik Brassóba és amelynek végén található a Cenk (955 m). A Kiskrukk közeléből válik le a Kermen-nyúlvány, amely délről határolja a Rakodó-negyedet.
A délnyugati főgerinc neve Kőkapuk Éle (Muchia Cheii), amely meredek oldalaival és nagy szintkülönbségeivel hasonlít a Fogarasi-havasok északi mellékgerinceihez. Az ezzel párhuzamos mellékgerinc a Muchia din Groapa Lungă; a kettő közrezárja az Aranypatak-völgyet (Valea Groapa de Aur), melyet a Kőkapuk (Porţile de Piatră) nevű sziklaképződmény zár le. 
A Keresztényhavas északi oldalában, 950-1000 m magasságban egy kisebb fennsík található, amelyet északon 1000 méter körüli hegyek határolnak: Dosul Plesii (1045 m), Hosszúgerinc (Spinarea Lungă, 1042 m), Nagy-Tölgyes (Stejerișul Mare, 960 m). A fennsíkon helyezkedik el Brassópojána, Románia egyik legfejlettebb turisztikai központja.

## Éghajlat

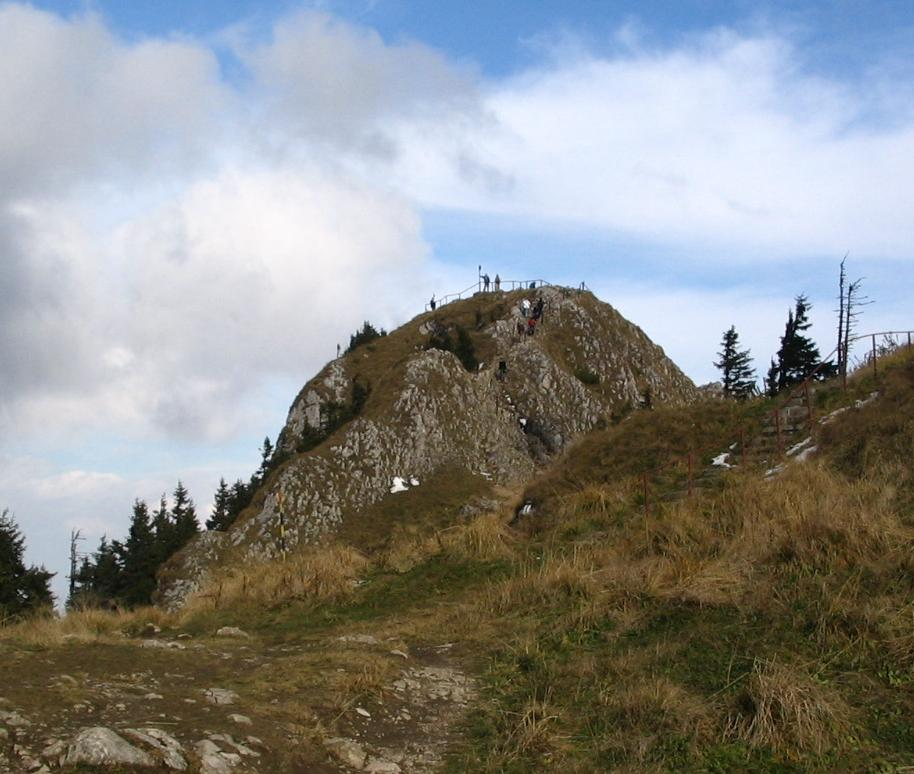
A Keresztényhavas tetején lévő sziklatömb

A magasabb pontokon az éves átlaghőmérséklet 0 °C és 2 °C között van. Brassópojána szintjén, 1000 méteres magasságban 4°-6 °C (4,9 °C Predeálon, 5,8 °C Brassópojánán). A hegy lábánál, Brassó környékén eléri a 6-8 °C-ot. Télen gyakran hőinverzió következik be, amikor a Brassói-medencében hidegebb van, mint a hegytetőkön. A hőinverzió következtében a köd hosszabb ideig megmarad a medence alján, ezért amikor a Brassói-medencét köd borítja, Brassópojánán és a hegyeken a nap süt és melegebb van. Az első fagy szeptemberben jelenik meg, az utolsó elhúzódhat júniusig is. A tél a hegység felső részén 4-5 hónapig is eltarthat. A legnagyobb havi átlaghőmérséklet júliusban van (8 °C és 14 °C között). Brassóban a júliusi átlaghőmérséklet 17,8 °C.
Az éves csapadékmennyiség a hegyen 1100 mm, a hegy alján 700 mm. A legtöbb csapadék júniusban hull (100-140 mm), a legkevesebb szeptemberben és februárban. Az első havazás akár szeptemberben is bekövetkezhet, de az első állandó hóréteg csak októbertől hull le.

## Élővilág
A legnagyobb felületet vegyes erdők foglalják el fenyvesekkel és bükkösökkel. A tűlevelű erdők 900 m felett vannak jelen, az árnyékos oldalakon ennél alacsonyabban. A vadállományhoz tartozik a szarvas, őz, vaddisznó, medve, róka, farkas. A medvék éjjelente nagy előszeretettel látogatják a brassói Noa- és Rakodó-negyed szeméttároló kukáit.

## Turizmus

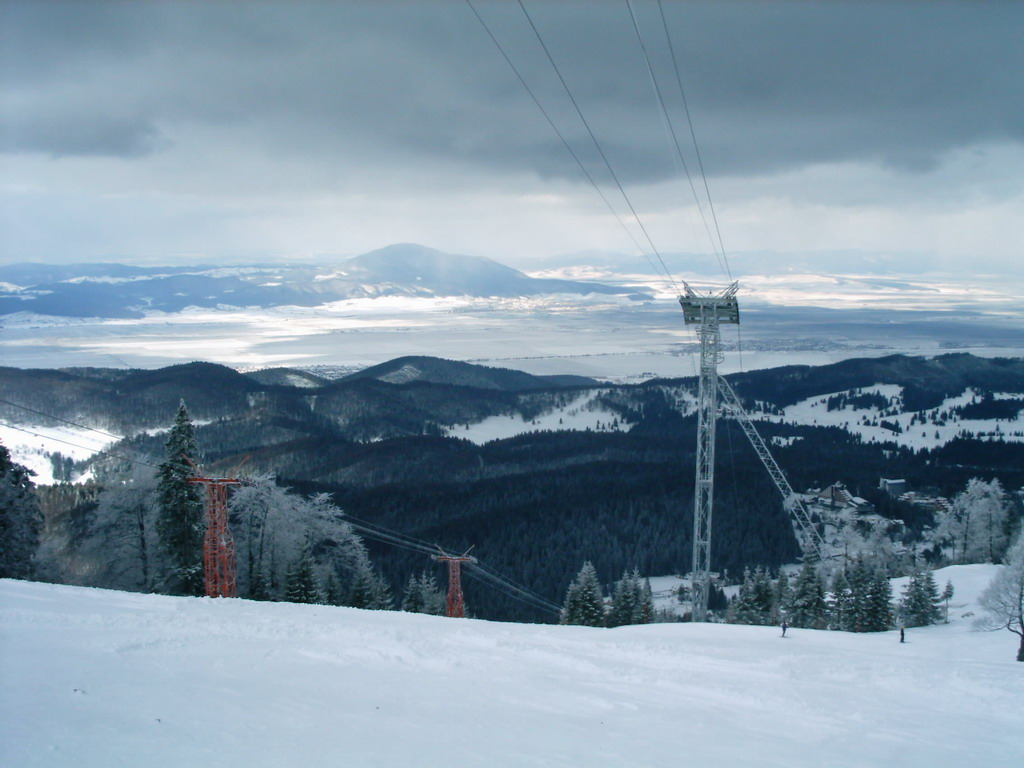
Sípálya a Keresztényhavas északi oldalán

A Keresztényhavas északi oldala Románia legnagyobb síterepe. A nyolcvan hektáros területen nyolc lesikló pálya van, ezek összesen 24 kilométert tesznek ki.
A hegységben 30 jelölt turistaút van. A Kőkapuk Éle kedvelt hely a sziklamászók számára.

### Julius Römer menedékház
A csúcshoz közeli, 1604 méteres magasságon található Schuler menedékházat 1881-1883 között építette a Siebenbürgischer Karpatenverein (SKV, Erdélyi Kárpátok Egyesület) brassói szakosztálya. Ez volt a harmadikként megnyitott hegyi turistahajlék a mai Románia területén. Az évek során többször korszerűsítették. 1935-ben átkeresztelték Julius Römer menedékházra, a természetjárás egyik erdélyi úttörőjének emlékére. 1945-ben államosították, majd 2004-ben visszaszolgáltatták a SKV-nek.

## Érdekességek
A csúcs közelében található a hosszú hatótávolságú BRV VOR jeladó (117.6 MHz).

## Külső hivatkozások
- Turistatérképek, ösvények leírásai a Keresztényhavasról
- Fényképek a Keresztényhavas tetejéről nézve